# Placa de Gorda

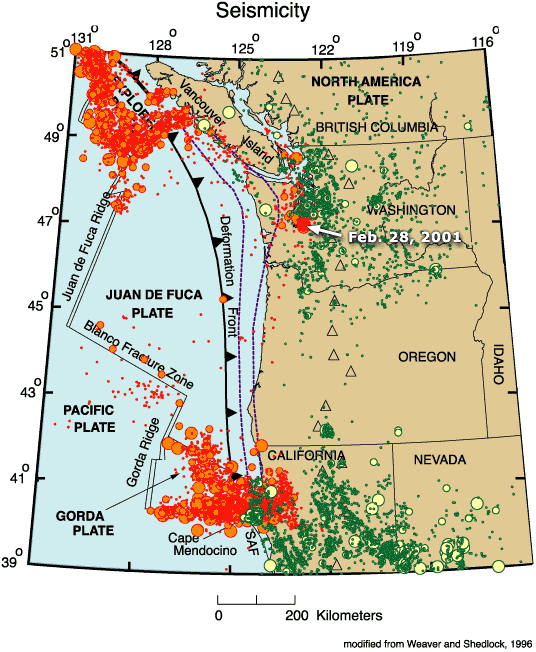
Mapa da placa de Gorda e Juan de Fuca

A placa de Gorda é uma placa tectônica localizada a oeste dos Estados Unidos ao longo do litoral norte do estado da Califórnia.
Faz limites com as placas norte-americana, Juan de Fuca e do do Pacífico.